# Geoff Duncan
Geoffrey L. Duncan, detto Geoff (New Kensington, 1º aprile 1975), è un politico ed ex giocatore di baseball statunitense, 12º Vicegovernatore della Georgia dal 2019 al 2023 ed in precedenza rappresentante statale dal 2013 al 2017.

## Biografia

### Carriera nel baseball
Iscritto al Georgia Institute of Technology, si dimostrò talentuoso nel baseball come lanciatore ed entrò a far parte della squadra universitaria dei Yellow Jackets, coi quali ottenne buoni risultati. In seguito si accasò ai Florida Marlins nel 1996, coi quali rimase fino al 2000.
Duncan giocò coi Marlins nelle serie minori fino al 2000, quando un grave infortunio alla spalla lo costrinse al ritiro definitivo dal baseball. In seguito all'abbandono dello sport lui e la moglie Brooke entrarono in società, divenendo presto imprenditori di successo.

### Politico
Nel 2012 entrò in politica, venendo eletto all'Assemblea della Georgia. Nel 2017 tuttavia si dimise per poter partecipare alle elezioni vicegovernatoriali dell'anno successivo, e riuscì a conquistare la nomina repubblicana dopo una serrata lotta col favorito David Shafer.
Nel 2018 è stato quindi eletto vicegovernatore della Georgia come secondo di Brian Kemp. Come Kemp, anche Duncan si è distinto per le critiche al presidente Donald Trump dopo le elezioni presidenziali del 2020, ed ha per questo deciso di non ricandidarsi per un secondo mandato, venendo infine sostituito come vicegovernatore da Burt Jones.
Il 21 agosto 2024 ha partecipato, a Chicago, alla Convention Nazionale del Partito Democratico per sostenere Kamala Harris e Tim Walz nelle elezioni presidenziali del 5 novembre. Duncan ha ribadito di essere un membro del Partito Repubblicano, ma ha denunciato la trasformazione di quest'ultimo in un culto della personalità del pregiudicato Donald Trump. Duncan, pur dicendosi in disaccordo con molte proposte politiche dei Democratici, ha fatto un appello ai suoi compagni di partito e agli indecisi: "Se a novembre votate per Kamala Harris non siete dei Democratici, siete dei Patrioti".